# Coryphodonta ikonnikovi
Coryphodonta ikonnikovi is een rechtvleugelig insect uit de familie sabelsprinkhanen (Tettigoniidae). De wetenschappelijke naam van deze soort is voor het eerst geldig gepubliceerd in 1935 door Bey-Bienko.
1. ↑  (en) Coryphodonta ikonnikovi op de IUCN Red List of Threatened Species.